# VTB United League 2013-2014
La VTB United League 2013-2014 è stata la 6ª edizione della VTB United League. La vittoria finale fu ad appannaggio dei russi del CSKA Mosca sui conterranei del Nižnij Novgorod.
Miloš Teodosić, del CSKA Mosca, venne nominato MVP della finale.

## Squadre partecipanti
| Russia - Chimki - CSKA Mosca - Enisey Krasnojarsk - Kr. Kryl. Samara - Krasnyj Oktjabr' - Lokomotiv Kuban' - Nižnij Novgorod - Sptk. S. Pietroburgo - Zenit S. Pietroburgo - UNICS Kazan' | Lituania - Lietuvos rytas - Neptūnas Klaipėda | Ucraina - Azov. Mariupol' - Donec'k | Bielorussia - Cmoki Minsk | Kazakistan - Astana |
| Estonia - Kalev/Cramo | Lettonia - VEF Rīga                           | Polonia - Turów Zgorzelec           | Rep. Ceca - ČEZ Nymburk   |                     |

## Regular season
|  | Play-Off dai Quarti di finale   |
|  | Play-Off dagli Ottavi di finale |

### Gruppo A

#### Classifica
|     | Squadra                | P.ti | PG | V  | P  | CF   | CS   | DC   |
| --- | ---------------------- | ---- | -- | -- | -- | ---- | ---- | ---- |
| 1.  | UNICS Kazan'           | 35   | 18 | 17 | 1  | 1371 | 1132 | +239 |
| 2.  | Lietuvos rytas         | 31   | 18 | 13 | 5  | 1456 | 1355 | +101 |
| 3.  | Lokomotiv Kuban        | 30   | 18 | 12 | 6  | 1330 | 1271 | +59  |
| 4.  | Nižnij Novgorod        | 29   | 18 | 11 | 7  | 1380 | 1276 | +104 |
| 5.  | Enisey Krasnojarsk     | 27   | 18 | 9  | 9  | 1560 | 1579 | -19  |
| 6.  | Spartak S. Pietroburgo | 25   | 18 | 7  | 11 | 1298 | 1365 | -67  |
| 7.  | Turów Zgorzelec        | 24   | 18 | 6  | 12 | 1443 | 1525 | -82  |
| 8.  | ČEZ Nymburk            | 23   | 18 | 5  | 13 | 1430 | 1521 | -91  |
| 9.  | Donetsk                | 23   | 18 | 8  | 10 | 1229 | 1286 | -57  |
| 10. | Kalev Tallinn          | 20   | 18 | 2  | 16 | 1369 | 1556 | -187 |

### Gruppo B

#### Classifica
|     | Squadra                    | P.ti | PG | V  | P  | CF   | CS   | DC   |
| --- | -------------------------- | ---- | -- | -- | -- | ---- | ---- | ---- |
| 1.  | Chimki                     | 36   | 18 | 18 | 0  | 1567 | 1249 | +318 |
| 2.  | CSKA Mosca                 | 34   | 18 | 16 | 2  | 1468 | 1233 | +235 |
| 3.  | Triumph Lyubertsy          | 29   | 18 | 11 | 7  | 1401 | 1394 | +7   |
| 4.  | Krasnye Kryl'ja            | 27   | 18 | 9  | 9  | 1371 | 1394 | -23  |
| 5.  | Astana Tigers              | 26   | 18 | 8  | 10 | 1498 | 1527 | -29  |
| 6.  | Krasnyj Oktjabr' Volgograd | 26   | 18 | 8  | 10 | 1504 | 1591 | -87  |
| 7.  | VEF Riga                   | 25   | 18 | 7  | 11 | 1398 | 1430 | -32  |
| 8.  | Neptūnas Klaipėda          | 23   | 18 | 5  | 13 | 1406 | 1525 | -119 |
| 9.  | Cmoki Minsk                | 22   | 18 | 4  | 14 | 1398 | 1502 | -104 |
| 10. | Azovmash Mariupol'         | 22   | 18 | 4  | 14 | 1314 | 1480 | -166 |

## Play-Off

### Ottavi di finale
| Squadra 1         | Totale | Squadra 2                  | Gara 1 | Gara 2 | Gara 3 |
| ----------------- | ------ | -------------------------- | ------ | ------ | ------ |
| Lokomotiv Kuban   | 2 - 0  | Krasnyj Oktjabr' Volgograd | 91-85  | 89-73  |        |
| Triumph Lyubertsy | 2 - 1  | Spartak S. Pietroburgo     | 57-74  | 74-57  | 66-59  |
| Nižnij Novgorod   | 2 - 0  | Astana Tigers              | 71-58  | 76-68  |        |
| Krasnye Kryl'ja   | 2 - 0  | Enisey Krasnojarsk         | 81-78  | 101-90 |        |

### Quarti di finale
| Squadra 1      | Totale | Squadra 2         | Gara 1 | Gara 2 | Gara 3 | Gara 4 | Gara 5 |
| -------------- | ------ | ----------------- | ------ | ------ | ------ | ------ | ------ |
| UNICS Kazan'   | 3 - 0  | Krasnye Kryl'ja   | 85-63  | 86-74  | 93-77  |        |        |
| CSKA Mosca     | 3 - 2  | Lokomotiv Kuban   | 83-87  | 66-81  | 76-73  | 79-78  | 84-65  |
| Chimki         | 0 - 3  | Nižnij Novgorod   | 76-78  | 70-76  | 64-84  |        |        |
| Lietuvos rytas | 3 - 0  | Triumph Lyubertsy | 80-69  | 96-94  | 97-87  |        |        |

### Semifinali
| Squadra 1       | Totale | Squadra 2      | Gara 1 | Gara 2 | Gara 3 | Gara 4 | Gara 5 |
| --------------- | ------ | -------------- | ------ | ------ | ------ | ------ | ------ |
| UNICS Kazan'    | 0 - 3  | CSKA Mosca     | 90-92  | 61-65  | 86-92  |        |        |
| Nižnij Novgorod | 3 - 1  | Lietuvos rytas | 87-81  | 75-78  | 80-69  | 84-78  |        |

### Finale
| Squadra 1       | Totale | Squadra 2  | Gara 1 | Gara 2 | Gara 3 | Gara 4 | Gara 5 |
| --------------- | ------ | ---------- | ------ | ------ | ------ | ------ | ------ |
| Nižnij Novgorod | 0 - 3  | CSKA Mosca | 54-65  | 59-86  | 66-82  |        |        |

| VTB United League 2013-2014 |
| --------------------------- |
| CSKA Mosca 5º titolo        |

## Squadra vincitrice
| N° | Naz.                   | Ruolo | Sportivo           |  | Alt. |  |
| -- | ---------------------- | ----- | ------------------ |  | ---- |  |
| 4  | Serbia (bandiera)      | P     | Miloš Teodosić     |  | 195  |  |
| 5  | Serbia (bandiera)      | C     | Vladimir Micov     |  | 203  |  |
| 6  | Russia (bandiera)      | AC    | Aleksandr Gudumak  |  | 204  |  |
| 7  | Russia (bandiera)      | P     | Vitalij Fridzon    |  | 196  |  |
| 9  | Stati Uniti (bandiera) | P     | Aaron Jackson      |  | 193  |  |
| 11 | Stati Uniti (bandiera) | P     | Jeremy Pargo       |  | 188  |  |
| 12 | Serbia (bandiera)      | C     | Nenad Krstić       |  | 213  |  |
| 13 | Stati Uniti (bandiera) | GA    | Sonny Weems        |  | 198  |  |
| 14 | Russia (bandiera)      | A     | Aleksej Zozulin    |  | 199  |  |
| 18 | Russia (bandiera)      | G     | Evgenij Voronov    |  | 190  |  |
| 20 | Russia (bandiera)      | AG    | Andrej Voroncevič  |  | 204  |  |
| 21 | Russia (bandiera)      | C     | Grigorij Šuchovcov |  | 211  |  |
| 24 | Russia (bandiera)      | C     | Saša Kaun          |  | 210  |  |
| 31 | Russia (bandiera)      | AG    | Viktor Chrjapa     |  | 206  |  |
| 42 | Stati Uniti (bandiera) | C     | Kyle Hines         |  | 198  |  |
|    | Italia (bandiera)      | All.  | Ettore Messina     |  |      |  |

## Premi e riconoscimenti
- MVP regular season:  Andrew Goudelock[2],  UNICS Kazan'
- MVP Finals:  Miloš Teodosić[3],  CSKA Mosca
- Allenatore dell'anno:  Rimas Kurtinaitis[4],  Chimki
- Sesto uomo dell'anno:  James Augustine[5],  Chimki
- Difensore dell'anno:  Saša Kaun[6],  CSKA Mosca
- Miglior giovane:  Dmitrij Kulagin[7],  Triumph Lyubertsy e  Edgaras Ulanovas[8],  Neptūnas Klaipėda
- VTB United League Top Czech player:  Vojtěch Hruban[9],  ČEZ Nymburk
- VTB United League Top Polish player:  Damian Kulig[10],  Turów Zgorzelec
- VTB United League Top Estonian player:  Rain Veideman[11],  BC Kalev/Cramo
- VTB United League Top Kazakh player:  Anatolij Kolesnikov[12],  BC Astana
- VTB United League Top Belarusian player:  Uladzimir Verameenka[13],  UNICS Kazan'
- VTB United League Top Latvian player:  Jānis Blūms[14],  BC Astana
- VTB United League Top Ukrainian player:  Kyrylo Natjažko[15],  Azovmash Mariupol'
- VTB United League Top Lithuanian player:  Martynas Gecevičius[16],  Lietuvos rytas
- VTB United League Top Russian player:  Semën Antonov[17],  Nižnij Novgorod